# Wiltshire
Wiltshire – hrabstwo ceremonialne i historyczne w południowej Anglii, w regionie South West England, obejmujące dwie jednostki administracyjne typu unitary authority – Wiltshire oraz Swindon. Do 2009 roku Wiltshire pełniło funkcję hrabstwa administracyjnego (niemetropolitalnego). Historyczną stolicą hrabstwa było miasto Wilton, a od 1930 roku Trowbridge.
Powierzchnia hrabstwa wynosi 3485 km². Liczba ludności w 2011 roku wyniosła 680 200.

## Geografia
Wiltshire jest hrabstwem nizinnym, charakteryzującym się równinnym krajobrazem z łagodnymi kredowymi pagórkami. Znaczną część hrabstwa zajmuje równina Salisbury Plain, na której znajduje się m.in. megalityczna budowla Stonehenge.
Hrabstwo ma w przeważającej części charakter wiejski. Największym miastem jest Swindon, położone na północno-wschodnim krańcu hrabstwa. Drugim pod względem wielkości miastem, a zarazem jedynym o statusie city, jest Salisbury, w południowo-wschodniej części hrabstwa. Inne większe miasta to Chippenham oraz Trowbridge.
Na zachodzie Wiltshire graniczy z hrabstwem Somerset, na północy z Gloucestershire, na północnym wschodzie z Oxfordshire, na wschodzie z Berkshire, na południowym wschodzie z Hampshire, a na południowym zachodzie z hrabstwem Dorset.
Głównymi zabytkami na terenie hrabstwa, obok Stonehenge, są kamienny krąg w Avebury, katedra w Salisbury oraz rezydencje Longleat House i Stourhead.

## Podział administracyjny

### Obecny
1. Wiltshire (unitary authority)
2. Swindon (unitary authority)

### Do 2009 roku

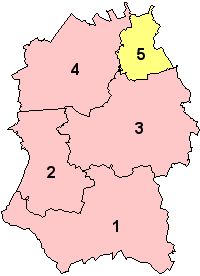
Podział administracyjny przed 2009 r.

1. Salisbury
2. West Wiltshire
3. Kennet
4. North Wiltshire
5. Swindon (unitary authority)